# Ricardo Rosset
Ricardo Rosset (San Paolo, 27 luglio 1968) è un pilota di Formula 1 brasiliano.
Ha preso parte a 33 gran premi validi per il campionato mondiale di Formula 1 tra il 1996 e il 1998. Non ha mai conquistato punti iridati.

## Carriera

### Formule minori
Rosset comincia a correre piuttosto tardi con i kart, debuttando nel 1989 nel campionato brasiliano. Nel 1991 passa alle corse in monoposto, prendendo parte al campionato brasiliano di Formula Ford 1600; chiude la stagione al quinto posto, conquistando in tutto tre vittorie. Trasferitosi in Europa, nel 1992 si iscrive al Formula Opel Euroseries, senza però ottenere risultati di rilievo; nella stagione successiva passa al campionato inglese di Formula 3, chiudendo la stagione al sesto posto. Rimasto nello stesso campionato anche nel 1994, conquista una vittoria, migliorando di una posizione il piazzamento finale del 1993.
Nel 1995 Rosset si accorda con il team Super Nova per gareggiare nel Campionato internazionale di F3000, al fianco dell'italiano Sospiri. La stagione inizia benissimo per il pilota brasiliano, che conquista pole position e vittoria nella gara inaugurale sul circuito di Silverstone; Rosset vince poi un'altra gara, chiudendo il campionato in seconda posizione, alle spalle del compagno di squadra.

### Formula 1
Grazie ai buoni risultati ottenuti nella stagione precedente, ma soprattutto al supporto da parte di munifici sponsor, Rosset attira l'attenzione del proprietario della Footwork, Jackie Oliver, che lo ingaggia per la stagione 1996. Tuttavia il team si trova in una situazione finanziaria piuttosto difficile e il pilota brasiliano ha poche possibilità di effettuare dei test; dopo poche gare, inoltre, la scuderia viene acquistata dal team manager scozzese Tom Walkinshaw che, preferendo concentrarsi sulla stagione successiva, blocca in pratica lo sviluppo della vettura. Né Rosset né il compagno di squadra Verstappen riescono ad ottenere risultati di rilievo e da metà stagione in poi le due Footwork sono stabilmente relegate in fondo al gruppo. Durante il suo stint in Footwork, Rosset si rese protagonista di diverse escursioni fuori pista, errori abbastanza ingenui e infine fu sistematicamente demolito sia in qualifica che in gara dal compagno di scuderia.
Nella stessa annata si rese anche protagonista di un episodio alquanto spaventoso: durante le qualifiche del gran premio d'Europa, che si disputavano sul circuito del Nürburgring, vennero esposte le bandiere gialle per permettere agli stewards di recuperare la Benetton di Jean Alesi, ferma a bordo pista per un guaio meccanico. Rosset, non accorgendosi delle bandiere gialle, si diresse a tutta velocità verso il punto incriminato, per poi rallentare improvvisamente col rischio di perdere il controllo della propria vettura ed investire i commissari. John Watson, allora commentatore per la TV irlandese, esclamò perentoriamente: "Rosset, sei un folle!!", alimentando il sospetto che il pilota brasiliano avesse ignorato le bandiere gialle e generando una situazione di pericolo potenzialmente disastrosa.
Non confermato dalla rinata Arrows per il 1997, Rosset viene ingaggiato dall'esordiente scuderia MasterCard Lola insieme all'italiano Vincenzo Sospiri, già suo compagno di squadra ai tempi della F3000. Tuttavia la vettura, la Lola T97/30, sviluppata in fretta e con pochissimi test, si rivela estremamente lenta, tanto che né Rosset né Sospiri riescono a qualificarsi per la prima gara della stagione, in Australia; entrambi i piloti accusano distacchi di oltre dieci secondi dal poleman Villeneuve. Dati i risultati disastrosi di questa prima apparizione la MasterCard ritirò l'appoggio finanziario al team, che fallì prima della seconda gara, in programma in Brasile. Rosset si trovò quindi senza un volante per il resto della stagione.
Nel 1998 Rosset viene ingaggiato dalla Tyrrell, già sotto il controllo della BAR e alla sua ultima stagione con questo nome; il brasiliano vince la concorrenza del più veloce Verstappen grazie ai suoi sponsor, ma il suo ingaggio viene duramente contestato dall'ex proprietario del team Ken Tyrrell, che abbandona la scuderia in segno di protesta. Le prestazioni di Rosset sono disastrose per tutta la stagione; il brasiliano viene regolarmente battuto dal compagno di squadra, l'esordiente Takagi, e manca più volte la qualificazione.
Il rendimento del pilota brasiliano durante la stagione in Tyrrell è così scadente da essere surclassato sia in qualifica che in gara da Takagi, rendendosi anche protagonista, ove la macchina non lo lasciasse a piedi per noie meccaniche, di errori così grossolani da essere tragicomici, ancor più di quelli registrati in precedenza nel corso della sua carriera in Formula 1. Memorabile, in tal senso, il commento di Murray Walker e Martin Brundle durante le qualifiche del Gran Premio di Monaco: dopo un ennesimo testacoda di Rosset a seguito di un disperato tentativo di raggiungere almeno il tempo necessario per qualificarsi, il brasiliano si incastra tra le barriere della chicane piscine: Walker ebbe da dire "In molti si stanno ancora chiedendo se Ricardo Rosset sia effettivamente un pilota adatto alla Formula Uno.", a cui seguì la velenosa replica di Brundle: "Beh Murray, direi che è un dibattito piuttosto breve."
Non solo, all'interno del team la sua figura era generalmente mal voluta, non solo per il già sopracitato abbandono di Ken Tyrrell, ma anche perché i risultati in pista finivano per compromettere la già traballante situazione economica della scuderia, sicché più alti erano i piazzamenti, maggiore sarebbe stato il ritorno monetario per tutto il team. Per schernirlo, i meccanici decisero di invertire le lettere R e T sul cognome ROSSET affisso al muretto box, in modo tale che venisse fuori la parola TOSSER, che in inglese è un modo per descrivere una persona che spreca le occasioni unicamente per colpa della propria incompetenza.
Chiude la stagione senza punti, con un ottavo posto in Canada come miglior risultato.

### Dopo la Formula 1

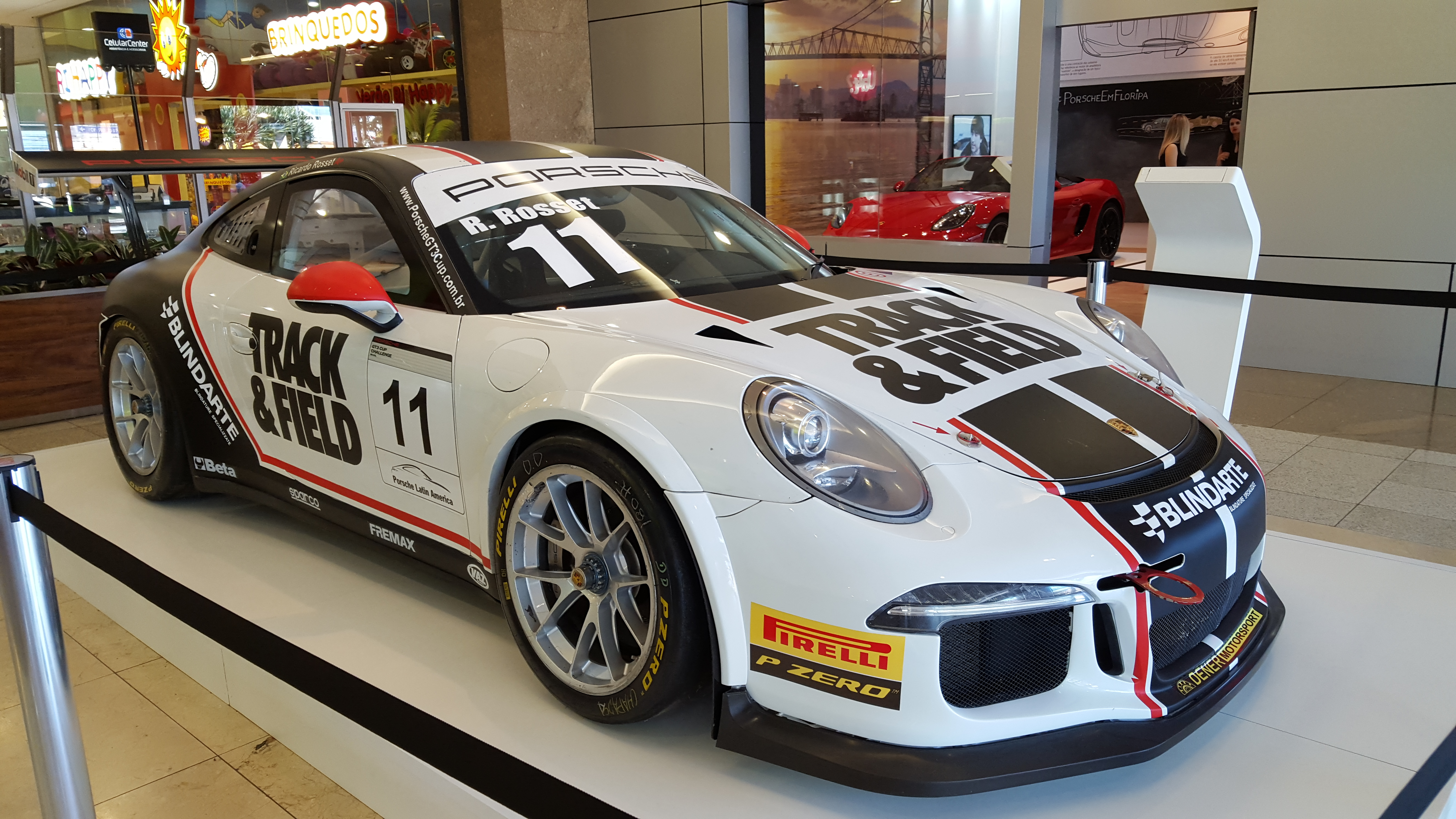
Porsche 911 GT3

Non avendo trovato un volante per la stagione 1999, Rosset si ritirò dalle competizioni, dedicandosi all'azienda di famiglia in Brasile. Nel 2008 ha ripreso a correre, disputando una stagione nel campionato GT3 brasiliano e ottenendo il secondo posto in classifica generale, con quattro vittorie. Nel 2010 e nel 2013 ha vinto il Porsche GT3 Cup Brasil. Ha partecipato anche a diversi demolition derby.

## Risultati completi in Formula 1
| 1996 | Scuderia | Vettura |   |     |     |    |     |     |     |     |    |     |    |   |   |     |    |    |  | Punti | Pos. |
| ---- | -------- | ------- | - | --- | --- | -- | --- | --- | --- | --- | -- | --- | -- | - | - | --- | -- | -- |  | ----- | ---- |
| 1996 | Footwork | FA17    | 9 | Rit | Rit | 11 | Rit | Rit | Rit | Rit | 11 | Rit | 11 | 8 | 9 | Rit | 14 | 13 |  | 0     |      |

| 1997 | Scuderia        | Vettura |    |     |  |  |  |  |  |  |  |  |  |  |  |  |  |  |  | Punti | Pos. |
| ---- | --------------- | ------- | -- | --- |  |  |  |  |  |  |  |  |  |  |  |  |  |  |  | ----- | ---- |
| 1997 | MasterCard Lola | T97/30  | NQ | NPR |  |  |  |  |  |  |  |  |  |  |  |  |  |  |  | 0     |      |

| 1998 | Scuderia | Vettura |     |     |    |     |    |    |   |     |     |    |    |    |    |    |     |    |  | Punti | Pos. |
| ---- | -------- | ------- | --- | --- | -- | --- | -- | -- | - | --- | --- | -- | -- | -- | -- | -- | --- | -- |  | ----- | ---- |
| 1998 | Tyrrell  | 026     | Rit | Rit | 14 | Rit | NQ | NQ | 8 | Rit | Rit | 12 | NQ | NQ | NP | 12 | Rit | NQ |  | 0     |      |

| Legenda | 1º posto     | 2º posto | 3º posto    | A punti         | Senza punti/Non class.  | Grassetto – Pole position Corsivo – Giro più veloce |
| Legenda | Squalificato | Ritirato | Non partito | Non qualificato | Solo prove/Terzo pilota | Grassetto – Pole position Corsivo – Giro più veloce |